# Seznam německých názvů hor a kopců v Krkonoších
Seznam německých názvů hor a kopců v Krkonoších shrnuje abecedně české názvy hor a kopců s jejich německým ekvivalentem. V některých případech jsou uvedeny i polské názvy.
| Český název                   | Německý název               | Poznámka                                         |
| ----------------------------- | --------------------------- | ------------------------------------------------ |
| Albeřický vrch                | Albendorfer Berg            |                                                  |
| Bílá skála                    | Heidstein                   |                                                  |
| Borowa Góra                   | Hoheberg                    | bez českého názvu                                |
| Čelo                          | Kammsteig                   | polsky Czolo                                     |
| Čepel                         | Tüpelstein                  | polsky Czepiel                                   |
| Černá hora                    | Schwarzenberg               | též Spiegelkoppe                                 |
| Černá skála                   | Schwarze koppe              | též Dreistein                                    |
| Čertova hora                  | Teufelsberg                 |                                                  |
| Čertova pláň                  | Teufelsplan                 |                                                  |
| Červený vrch                  | Rotenberg                   |                                                  |
| Čihadlo                       | Vogelstein                  | polsky Ptasi Kamień                              |
| Dívčí kameny                  | Mädelsteine                 | polsky Śląskie Kamienie                          |
| Dvorský les                   | Hoflbusch                   |                                                  |
| Grzybowiec                    | Matzlerberg či Bismarckhöhe |                                                  |
| Haida                         | Haide                       |                                                  |
| Harrachovy kameny             | Harrachsteine               |                                                  |
| Hnědý vrch                    | Braunberg                   |                                                  |
| Hromovka                      | Tannenstein                 |                                                  |
| Hvězda                        | Stefanshöhe                 |                                                  |
| Janova skála                  | Johannes felsen             |                                                  |
| Jánský vrch                   | Johannesberg                |                                                  |
| Javor                         | Urlaskoppe                  |                                                  |
| Jelení hora                   | Löwenberg                   |                                                  |
| Jelení vrch                   | Bönischberg                 |                                                  |
| Jínonoš                       | Reifträger                  | polsky Szrenica                                  |
| Kamenec                       | Steindlberg                 |                                                  |
| Kobyla                        | Kabila                      |                                                  |
| Kopa                          | Kleine koppe                |                                                  |
| Kotel                         | Kesselkoppe                 | též Krkonoš nebo Kokrháč                         |
| Kraví hora (Krkonoše)         | Kuhberg                     |                                                  |
| Kutná                         | Quetschenstein              |                                                  |
| Lesní hora                    | Baumberg                    |                                                  |
| Liščí hora                    | Fuchsberg                   |                                                  |
| Luboch                        | Wasserkoppe                 | polsky Kamiennik                                 |
| Luční hora                    | Hochwiesenberg              | polsky Łączna Góra                               |
| Lysá hora                     | Kahleberg                   |                                                  |
| Lysečinská hora               | Kolbenberg                  | polsky Łysocina                                  |
| Malý Šišák                    | Kleine Sturmhaube           | polsky Mały Szyszak                              |
| Medvědín                      | Kleine Schüsselberg         |                                                  |
| Mechovinec                    | Mooshübel                   |                                                  |
| Modré kameny                  | Blaustein                   |                                                  |
| Mrtvý vrch                    | Weifserberg                 |                                                  |
| Mužské kameny                 | Mannsteine                  | polsky Czeskie Kamienie                          |
| Pěnkavčí vrch                 | Pinkenberg                  |                                                  |
| Pevnost                       | Festungshübel               |                                                  |
| Plešivec                      | Plechkamm                   |                                                  |
| Przedział                     | Kleine Scheitberg           | bez českého názvu                                |
| Přední Planina                | Planur                      |                                                  |
| Ptačinec                      | Vogelstein                  |                                                  |
| Růžová hora                   | Rosenberg                   |                                                  |
| Slatinná stráň                | Moorlahn                    |                                                  |
| Smělec                        | Große Sturmhaube            | též Velký Šišák, polsky Śmielec                  |
| Sněžka                        | Schneekoppe                 | polsky Śnieżka                                   |
| Stará hora                    | Altenbergkoppe              |                                                  |
| Stoh                          | Heuschober                  |                                                  |
| Struhadlo                     | Kläuselberg                 |                                                  |
| Stříbrné návrší               | Silberkamm                  | též Bílá louka                                   |
| Stříbrný hřbet                | Mittagsberg                 | polsky Smogornia                                 |
| Studená                       | Kaltenberg                  |                                                  |
| Studniční hora                | Steinboden                  | též Brunnberg                                    |
| Suchá hora                    | Dürrerberg                  | polsky Sucha Góra                                |
| Světlá                        | Lichte Höhe                 |                                                  |
| Světlý vrch                   | Friesberg                   |                                                  |
| Svorová hora                  | Schwarze Koppe              | polsky Czarna Kopa                               |
| Šeřín                         | Finsterstein                |                                                  |
| Špičák (Černohorská rozsocha) | Spitzberg                   |                                                  |
| Špičák (Růžohorská hornatina) | Spitzberg                   |                                                  |
| Tabule                        | Tafelstein                  | dříve Skalní stůl nebo Klepy, polsky Skalny Stół |
| Tupý štít                     | Kleines Rad                 | polsky Tępy Szczyt                               |
| Violík                        | Veilchenspitze              | polsky Łabski Szczyt                             |
| Vysoké kolo                   | Hohes Rad                   | polsky Wielki Szyszak                            |
| Wołowa Góra                   | Ochsenberg                  | bez českého názvu                                |
| Zadní Planina                 | Plattenberg                 |                                                  |
| Zlaté návrší                  | Goldhöhe                    |                                                  |
| Žalý                          | Heidelberg                  |                                                  |
| Žlabský vrch                  | Mummelberg                  | též Mumlavská hora, polsky Mumlawski Wierch      |